# Саррі (Нью-Гемпшир)
Саррі (англ. Surry) — місто (англ. town) в США, в окрузі Чешир штату Нью-Гемпшир. Населення — 820 осіб (2020).

## Демографія
Згідно з переписом 2010 року, у місті мешкали 732 особи в 310 домогосподарствах у складі 226 родин. Було 324 помешкання
Расовий склад населення:
| - 97,8 % — білих - 1,4 % — азіатів - 0,1 % — чорних або афроамериканців |

До двох чи більше рас належало 0,5 %. Частка іспаномовних становила 0,5 % від усіх жителів.
За віковим діапазоном населення розподілялося таким чином: 16,9 % — особи молодші 18 років, 64,9 % — особи у віці 18—64 років, 18,2 % — особи у віці 65 років та старші. Медіана віку мешканця становила 48,4 року. На 100 осіб жіночої статі у місті припадало 98,9 чоловіків;  на 100 жінок у віці від 18 років та старших — 101,3 чоловіків також старших 18 років.
Середній дохід на одне домашнє господарство  становив 90 415 доларів США (медіана — 80 163), а середній дохід на одну сім'ю — 99 794 долари (медіана — 85 417). Медіана доходів становила 51 667 доларів для чоловіків та 46 667 доларів для жінок. За межею бідності перебувало 2,4 % осіб, у тому числі 0,0 % дітей у віці до 18 років та 6,0 % осіб у віці 65 років та старших.
Цивільне працевлаштоване населення становило 526 осіб. Основні галузі зайнятості: освіта, охорона здоров'я та соціальна допомога — 27,4 %, виробництво — 11,8 %, роздрібна торгівля — 10,6 %.